# ProExt
Programa de Extensão Universitária - ProExt Cultura - É uma política de incentivo e fomento à Extensão Universitária criada numa parceria entre o Ministério da Educação (MEC) e o Ministério da Cultura (MinC) em 2007. Da formação de uma câmara interministerial entre MinC e MEC em 2006, nasceu essa proposta como uma política pública de ação conjunta entre as pastas. Essa política escolhe através de edital público projetos a serem financiados em âmbito nacional na forma de Extensão Universitária na área cultural. Para garantir a abrangência e a universalidade do programa o edital contempla projetos que tenham necessariamente a participação de estudantes universitários. É também inovador na medida em que garante a participação de agentes externos à universidade, sendo este, um fator decisivo na escolha dos projetos a serem financiados. Dessa forma, é possível aprimorar o conhecimento produzido na universidade fazendo com que se vivencie as problemáticas práticas de uso desse conhecimento. Assim, o ProExt afirma e garante a Extensão como parte integrante do Tripé Universitário composto por Ensino, Pesquisa e Extensão.

## ProExt Cultura 2007
Na crescente onda de ações ministeriais via Editais Públicos, nas quais a sociedade constrói projetos que se adequem às propostas de ação, o ProExt Cultura 2007 é lançado como experiência de política pública no âmbito universitário na área de Extensão Universitária. O programa continha 5 eixos nos quais os projetos deveriam se enquadrar. Eram eles: Memória Social e Patrimônio; Inclusão e Sustentabilidade Econômica; Leitura e Cidadania; Inovação de Linguagem; Produção de Conteúdo Audiovisual e Linguagens Alternativas.
O programa foi uma iniciativa do Ministério da Cultura e da Petrobrás apoiada pela Fundação de Apoio à Universidade Federal de São João Del-Rei (FAUF), que ajudou a executar a verba do programa. Foram financiados, em até 30 mil reais, 40 projetos de Extensão que ajudassem na implementação de políticas públicas de cultura voltadas para a inclusão social.

## ProExt Cultura 2008
Depois da bem sucedida experiência em 2007, é lançado em 2008 o ProExt Cultura 2008, com a intenção de consolidar essa iniciativa como uma política pública para o Ensino Superior. Novamente a FAUF colabora com o programa que repete a parceria entre MinC e MEC. O financiamento de projetos desse edital chega aos 30 mil reais, esperando beneficiar cerca de 100 projetos com recursos do Fundo Nacional de Cultura, o FNC. O ProExt Cultura 2008 recebe projetos de universidades públicas até o dia 10 de novembro dentro das seguintes áreas temáticas: Memória social e patrimônio; Economia da cultura e empreendimentos culturais autogestionários; Leitura e cidadania; Inovação de linguagem; Produção de conteúdo audiovisual e linguagens alternativas.